# Henry Golding
Henry Ewan Golding (Sarawak; 5 de febrero de 1987) es un actor, modelo y presentador británico-malayo. Ha sido presentador del programa de BBC The Travel Show desde 2014. Es conocido por su papel de Nick Young en Crazy Rich Asians, como también el de Sean Townsend en el thriller, Un pequeño favor (2018) y el de Tom en la comedia romántica, Last Christmas (2019), las dos últimas habiendo sido dirigidas por Paul Feig.

## Primeros años
Golding nació en Betong, Malasia. Su madre, Margaret Likan Golding, es malaya de ascendencia indígena Iban. Su padre, Clive Golding, es inglés. La familia vivió casi cinco años en Terengganu, en la costa este de Malasia Peninsular, antes de mudarse a Surrey, Inglaterra, cuando Henry tenía ocho años. Luego asistió al ‘’The Warwick School’’ en Redhill. Se mudó a Kuala Lumpur con 21 años para comenzar su carrera tras haber trabajado como peluquero en Sloane Street en Londres por unos años.

## Carrera
En marzo de 2017, tras un casting mundial, fue anunciado que Golding protagonizaría la película Crazy Rich Asians junto a Constance Wu. Llamó la atención del director Jon M. Chu's debido a su carisma y personalidad. Crazy Rich Asians fue lanzada en Estados Unidos y Canadá el 15 de agosto de 2018 por Warner Bros. Pictures y fue bien recibida por la crítica, convirtiéndose en la primera película en taquilla en el fin de semana de su estreno. Un mes más tarde, Golding apareció en el thriller de Paul Feig, A Simple Favor, coprotagonizada por Blake Lively y Anna Kendrick. Él hizo de Sean, el marido del personaje de Lively. Tras el éxito de Crazy Rich Asians y, hasta cierto punto, de A Simple Favor, Golding apareció junto a Emilia Clarke en la comedia romántica Last Christmas, dirigida por el mismo director. La grabación comenzó el 26 de noviembre de 2018 y continuó hasta febrero de 2019, y la película fue lanzada el 8 de noviembre de 2019.
Golding protagonizó Monsoon, como Kit, un hombre que viaja desde Londres hasta su país natal de Vietnam para esparcir las cenizas de su fallecido padre.
Además, Golding protagonizará junto a Matthew McConaughey, Hugh Grant y Michelle Dockery la película The Gentlemen, dirigida por Guy Ritchie.
El 29 de abril de 2019, CNBC reportó que Golding repetiría en su papel de Nick Young en la secuela de Crazy Rich Asians que se planea que se grabe en 2020.
En agosto de 2019, The Hollywood Reporter declaró que Golding había entrado en negociaciones para protagonizar Snake Eyes, una spin-off de la saga G.I. Joe.
[actualizar]
En 2024 protagoniza, junto a Beatrice Grannò, la película Daniela Forever de Nacho Vigalondo.

## Vida personal
Golding conoció a Liv Lo, una presentadora e instructora de yoga taiwanesa en el Año Nuevo de 2011. Se comprometieron en 2015, y se casaron en Sarawak, Malasia, en agosto de 2016. En noviembre de 2020 anunciaron que estaban esperando un hijo. Su primera hija, Lyla Golding, nació el 31 de marzo de 2021. En mayo de 2023 se hizo público que estaban esperando su segundo hijo. Su segunda hija, Florence Likan Golding, nació el 9 de septiembre de 2023.
Antes de su matrimonio, Golding completó su bejalai—un rito Iban para adquirir la masculinidad—en Borneo, grabando la experiencia en dos meses (y llevando un equipo de cámara él mismo) para el programa Surviving Borneo en Discovery Channel Asia. Su aventura lo llevó a recibir un tatuaje “bejalai" por parte de Ernesto Kalum de “Borneoheadhunters tattoo” en Kuching, Sarawak, Malasia. El tatuaje situado en su pierna derecha representa un árbol.
Cuando fue entrevistada por Michele Manelis del The New Zealand Herald, Golding dijo de su apellido, "Golding es muy judió, ¿a que sí? Mi padre durante la guerra estuvo en Londres y fue probablemente adoptado por una familia judía con ese apellido. Por respeto tomó el apellido y le fue puesto a sus descendientes. “Así que estoy feliz de ser judío honorario."

## Filmografía

### Cine
| Año  | Título                                | Papel                  | Notas         |
| ---- | ------------------------------------- | ---------------------- | ------------- |
| 2009 | Pisau Cukur                           | Iskandar Tan Sri Murad |               |
| 2018 | Crazy Rich Asians                     | Nick Young             |               |
| 2018 | Un pequeño favor                      | Sean Townsend          |               |
| 2019 | Monsoon                               | Kit                    |               |
| 2019 | Last Christmas                        | Tom Webster            |               |
| 2019 | The Gentlemen                         | Dry Eye                |               |
| 2021 | Snake Eyes                            | Snake Eyes             |               |
| 2022 | Persuasion                            | Mr. Elliot             |               |
| 2023 | Assassin Club                         | Morgan Ganes           |               |
| 2023 | Downtown Owl                          | Vance Druid            |               |
| 2024 | The Tiger's Apprentice                | Sr. Hu                 | Voz           |
| 2024 | The Ministry of Ungentlemanly Warfare | Freddy Álvarez         |               |
| 2024 | Daniela Forever                       | Nicolás                |               |
| TBA  | The Old Guard 2                       | TBA                    | Posproducción |

### Televisión
| Año           | Título                            | Papel    | Notas         |
| ------------- | --------------------------------- | -------- | ------------- |
| 2007–2010     | The 8TV Quickie                   | Él mismo | Presentador   |
| 2009          | Goda                              | Hariz    |               |
| 2010–2012     | Football Crazy                    | Él mismo | Presentador   |
| 2012          | Welcome to the Railworld Malaysia | Él mismo | Presentador   |
| 2014–presente | The Travel Show                   | Él mismo | Copresentador |
| 2015          | Welcome to the Railworld Japan    | Él mismo | Presentador   |
| 2017          | Surviving Borneo                  | Él mismo | Presentador   |

## Premios y nominaciones
| Año  | Premio               | Categoría                                       | Trabajo                           | Resultado |
| ---- | -------------------- | ----------------------------------------------- | --------------------------------- | --------- |
| 2009 | Premios Cosmopolitan | Sonrisa carismática                             | Él mismo                          | Nominado  |
| 2010 | 2º Shout! Awards     | Premio a la Personalidad de Televisión Favorita | The 8TV Quickie                   | Nominado  |
| 2010 | 2º Shout! Awards     | Premio al Hombre Atractivo                      | Él mismo                          | Ganador   |
| 2012 | 3º Shout! Awards     | Premio a la Personalidad de Televisión Favorita | Welcome to the Railworld Malaysia | Nominado  |
| 2012 | 3º Shout! Awards     | Premio al Hombre Atractivo                      | Él mismo                          | Nominado  |
| 2013 | 4º Shout! Awards     | Premio al Hombre Atractivo                      | Él mismo                          | Nominado  |
| 2019 | 9º The Asian Awards  | Extraordinarios Logros en el Cine               | Crazy Rich Asians                 | Ganador   |
| 2019 | Teen Choice Awards   | Actor de Comedia                                | Crazy Rich Asians                 | Nominado  |